# Volker Friedberg
Volker Werner Walter Friedberg (* 5. Juli 1921 in Stuttgart; † 2. März 2014) war ein deutscher Gynäkologe und Geburtshelfer.

## Leben und Wirken
Nach dem Abitur studierte Friedberg Medizin an der Johannes Gutenberg-Universität Mainz. Als Assistenz- und später Oberarzt arbeitete er anschließend bis 1960 in Mainz unter dem Gynäkologen und Chirurgen Richard Kräuter  (1888–1951). 1960 ging Friedberg als Chefarzt an die Städtische Frauenklinik Saarbrücken, die er bis 1966 leitete. In diesem Jahr nahm er einen Ruf auf den Lehrstuhl an der Universität Mainz an und wurde zum Direktor der Universitätsfrauenklinik ernannt. Diese leitete Volker Friedberg bis zu seiner Emeritierung 1988, obwohl er während seiner Tätigkeit
in Saarbrücken und Mainz zahlreiche Anfragen und Berufungen auf andere Lehrstühle in Berlin, Marburg, Bonn, Heidelberg, Freiburg im Breisgau und Zürich erhielt.
Von 1972 bis 1974 war Friedberg Präsident der Deutschen Gesellschaft für Gynäkologie und organisierte deren Kongress 1974 in Wiesbaden. Die Gesellschaft ernannte ihn später zum Ehrenmitglied. Er war Gründungsmitherausgeber der Zeitschrift Der Gynäkologe. 1989 wurde er mit dem Bundesverdienstkreuz am Bande ausgezeichnet. 1994 erhielt er die Carl-Kaufmann-Medaille.
Schwerpunkt der klinischen Tätigkeit von Volker Friedberg war die operative Gynäkologie, die er im Bereich der operativen Behandlung von Krebserkrankungen kontinuierlich fortentwickelte. Friedberg gilt als der erste Hochschullehrer und Klinikdirektor in der Bundesrepublik, der die Senologie in die Frauenheilkunde zurückgeführt hat. Zu seinen Schülern zählen Lutwin Beck, Klaus Friese, Hermann Hepp, Michael Höckel, Rolf Kreienberg, Paul-Georg Knapstein, Eckhard Petri und Frank Melchert.
Volker Friedberg lebte zuletzt in Überlingen-Hödingen am Bodensee.

## Schriften (Auswahl)
- Der Wasserhaushalt und die Nierenfunktion in der normalen und pathologischen Schwangerschaft. Thieme Verlag, Leipzig 1957.
- Niere und Schwangerschaft. Ciba, Basel 1963.
- Schwangerschaftsvorsorge. Hippokrates-Verlag, Stuttgart 1968.
- mit  Hans-Dieter Hiersche: Geburtshilfe: ein kurzgefasstes Lehrbuch. Thieme Verlag, Stuttgart 1975, ISBN 3-13-513401-6.
- mit Günther H. Rathgen: Physiologie der Schwangerschaft: Veränderungen des mütterlichen Organismus. Thieme Verlag, Stuttgart 1980, ISBN 3-13-582801-8.
- mit Paul-Georg Knapstein: Plastische Chirurgie in der Gynäkologie. Thieme Verlag, Stuttgart 1987, ISBN 3-13-696701-1.
- mit Klaus Thomsen: Spezielle Gynäkologie. Thieme Verlag, Stuttgart 1988, ISBN 3-13-596602-X.
- Medikamentöse Therapie in der Gynäkologie. Springer-Verlag, Berlin 1991.